# 아사쿠사역
아사쿠사역(일본어: 浅草駅 아사쿠사에키[*])은 일본 도쿄도 다이토구에 있는 철도역이다.
쓰쿠바 익스프레스에도 같은 이름을 가진 철도역이 있으나 센소지를 사이에 두고 서쪽에 있으며 환승역이 아니다. 도부 철도 측 역사에는 마쓰야(ja)라는 백화점 체인이 들어와 있다.

## 타는 곳

### 도부 철도

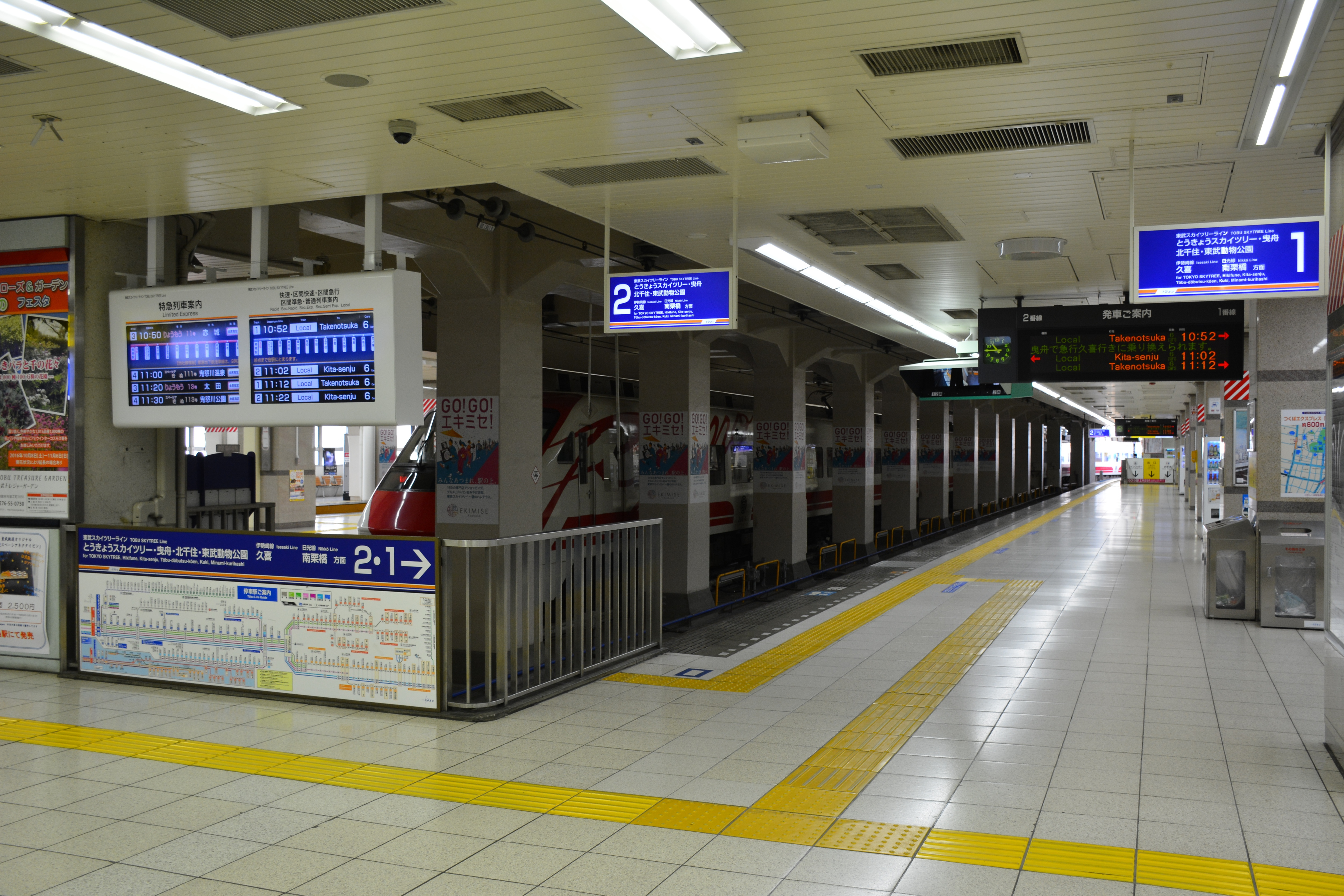
도부 이세사키선 승강장

- 주소: 도쿄 도 다이토 구 하나카와도 1초메 4-1
- 승강장 형태: 3개 4선 (단선 승강장 1개, 섬식 승강장 2개)
- 승강장은 마쓰야 백화점 아사쿠사 지점 2층에 있다.

| 1・2 | ■ 이세사키선  | ■ 보통                    | 기타센주・다케노쓰카・기타코시가야 방면 |
| 1・2 | ■ 이세사키선  | ■ 구간 급행・ ■ 구간 준급 | 기타센주・가스카베・도부 동물공원・ 구키・다테바야시・오타 방면                                                                                                   |
| 1・2 | ■ 이세사키선  | ■ 구간 급행・ ■ 구간 준급 | ■ 닛코선 미나미쿠리하시・신토치기 방면 |
| 3・4 | ■ 이세사키 선 | ■ 특급                    | '료모' 다테바야시・이세사키・ ■ 기류선 신키류・아카기・ ■ 사노선 구즈 방면                                                                                        |
| 3・4 | ■ 이세사키 선 | ■ 닛코 선 특급            | '스페이시아 게곤'・'기리후리' 미나미쿠리하시・도치기・도부 닛코 방면                                                                                              |
| 3・4 | ■ 이세사키 선 | ■ 닛코 선 특급            | '스페이시아 기누'・'유노사토' 도치기・■ 기누가와선 기누가와 온천 방면                                                                                             |
| 3・4 | ■ 이세사키 선 | ■ 우쓰노미야선 특급       | '시모쓰케' 도치기・미부・도부 우쓰노미야 방면 |
| 5    | ■ 이세사키 선 | ■ 쾌속・■ 구간 쾌속       | 가스카베・도치기・도부 닛코・기누가와 온천・ ■ 야간 철도 아이즈키누가와선에 직결 운행 아이즈 고원 오제구치・ ■ 아이즈 철도 아이즈선에 직결 운행 아이즈타지마 방면 |

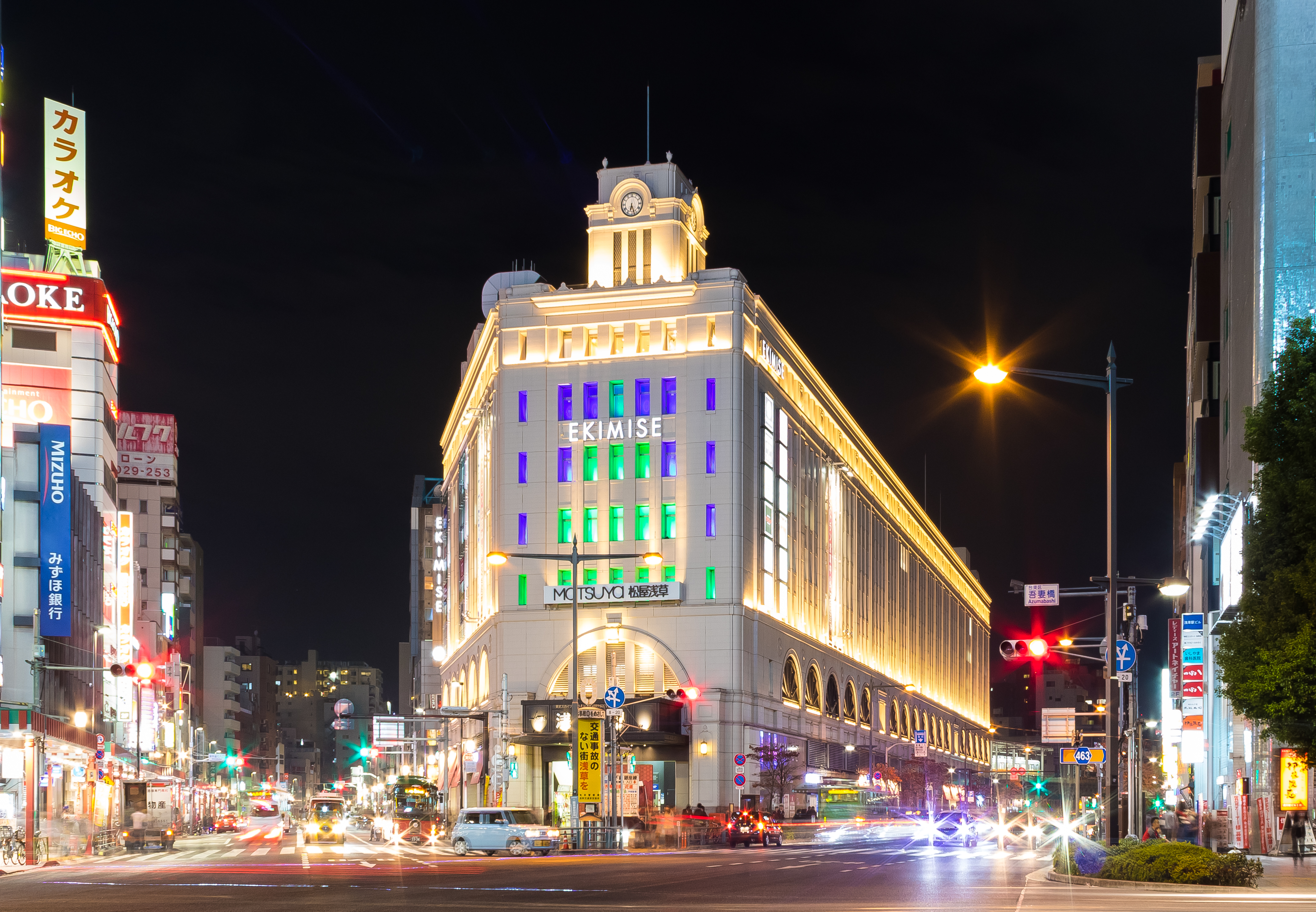
밤의 역건물
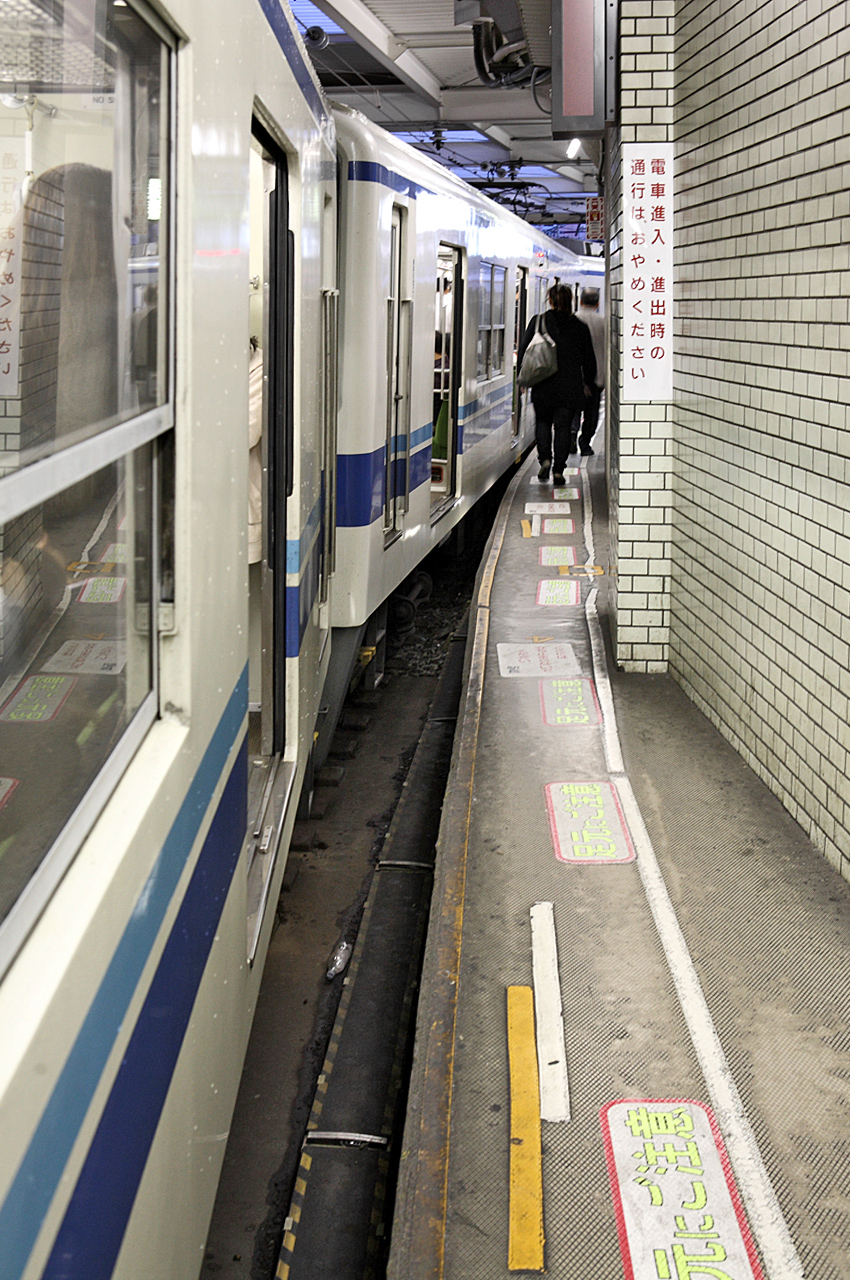
도부 철도 승강장에는 꽤 좁은 곳이 있다.

### 도쿄 메트로

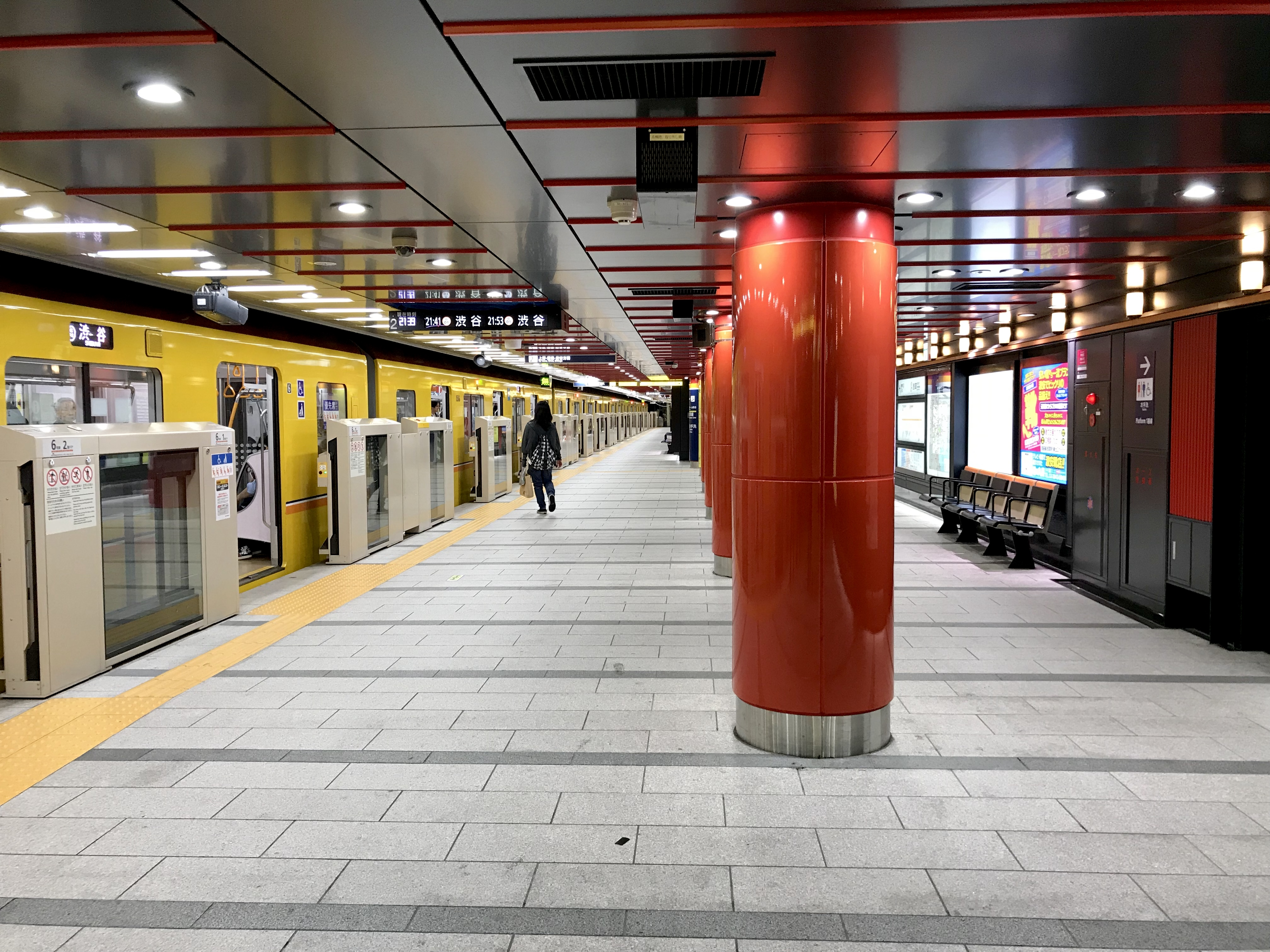
도쿄메트로 긴자선 승강장

- 주소: 도쿄도 다이토구 아사쿠사 1초메 1-3
- 승강장 형태: 2개 2선 (상대식 승강장), 스크린도어 있음

| 1・2 | 긴자선 | 우에노・긴자・아카사카미쓰케・오모테산도・시부야 방면 |

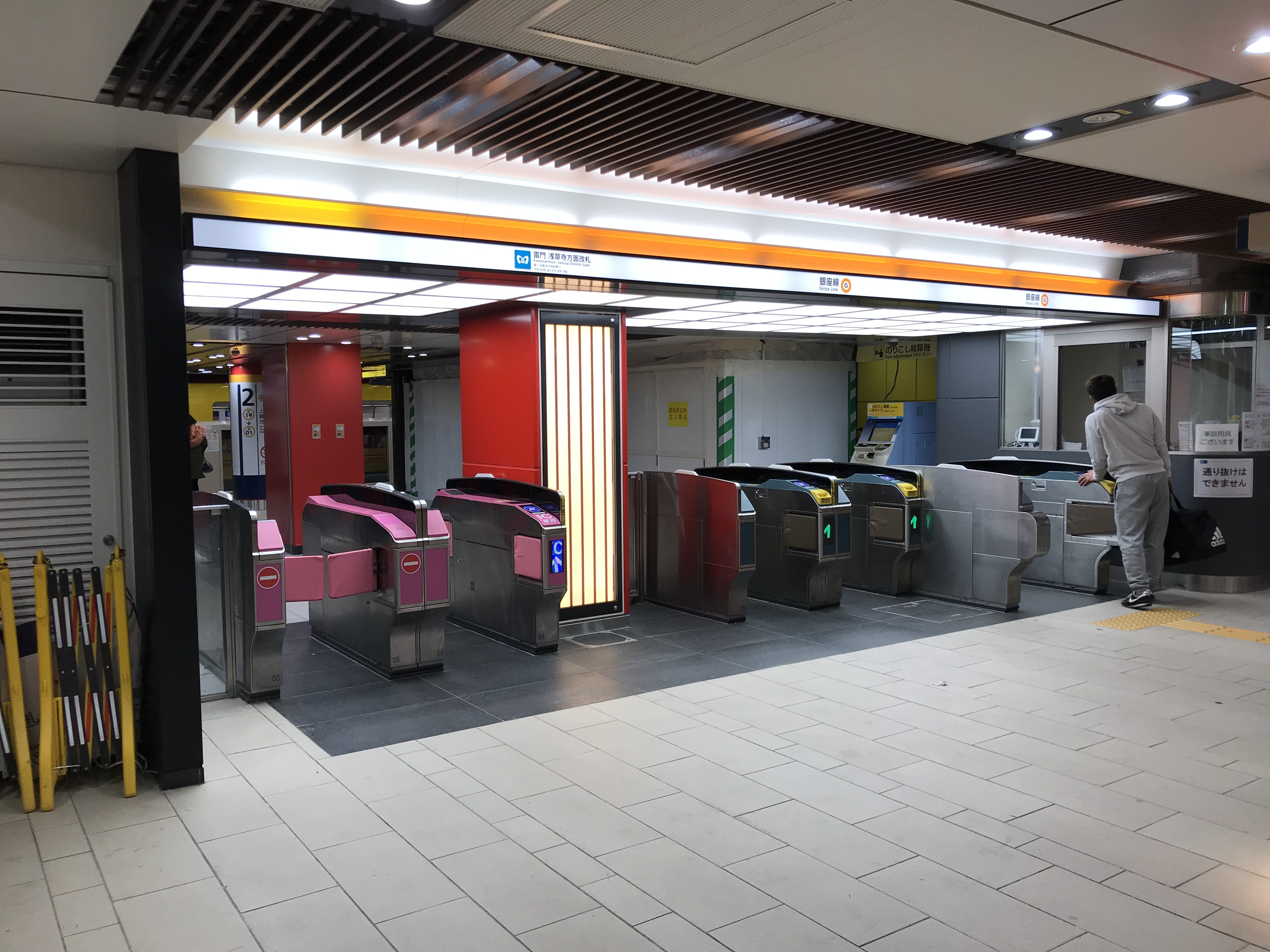
개찰구
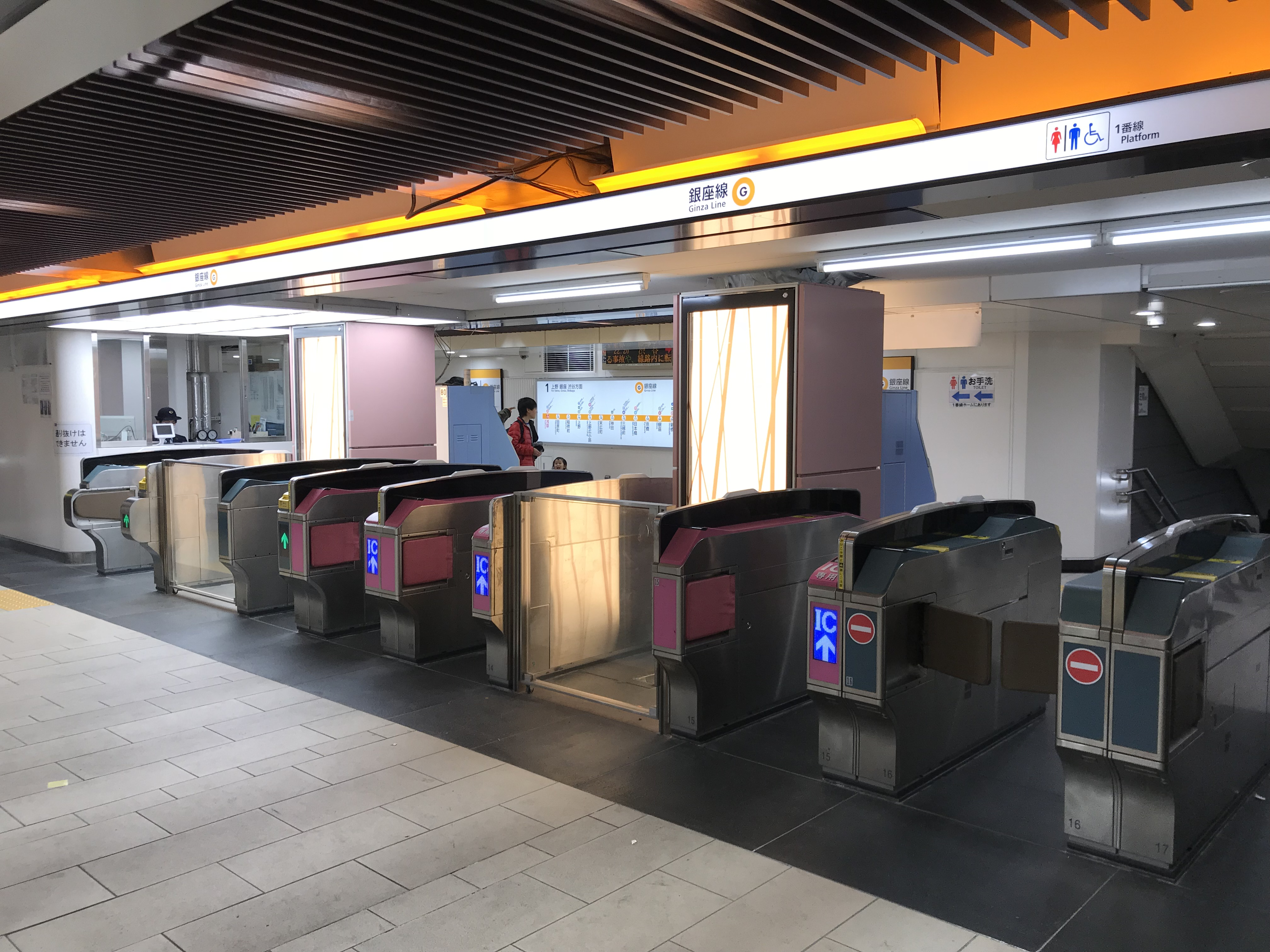
개찰구

### 도쿄도 교통국

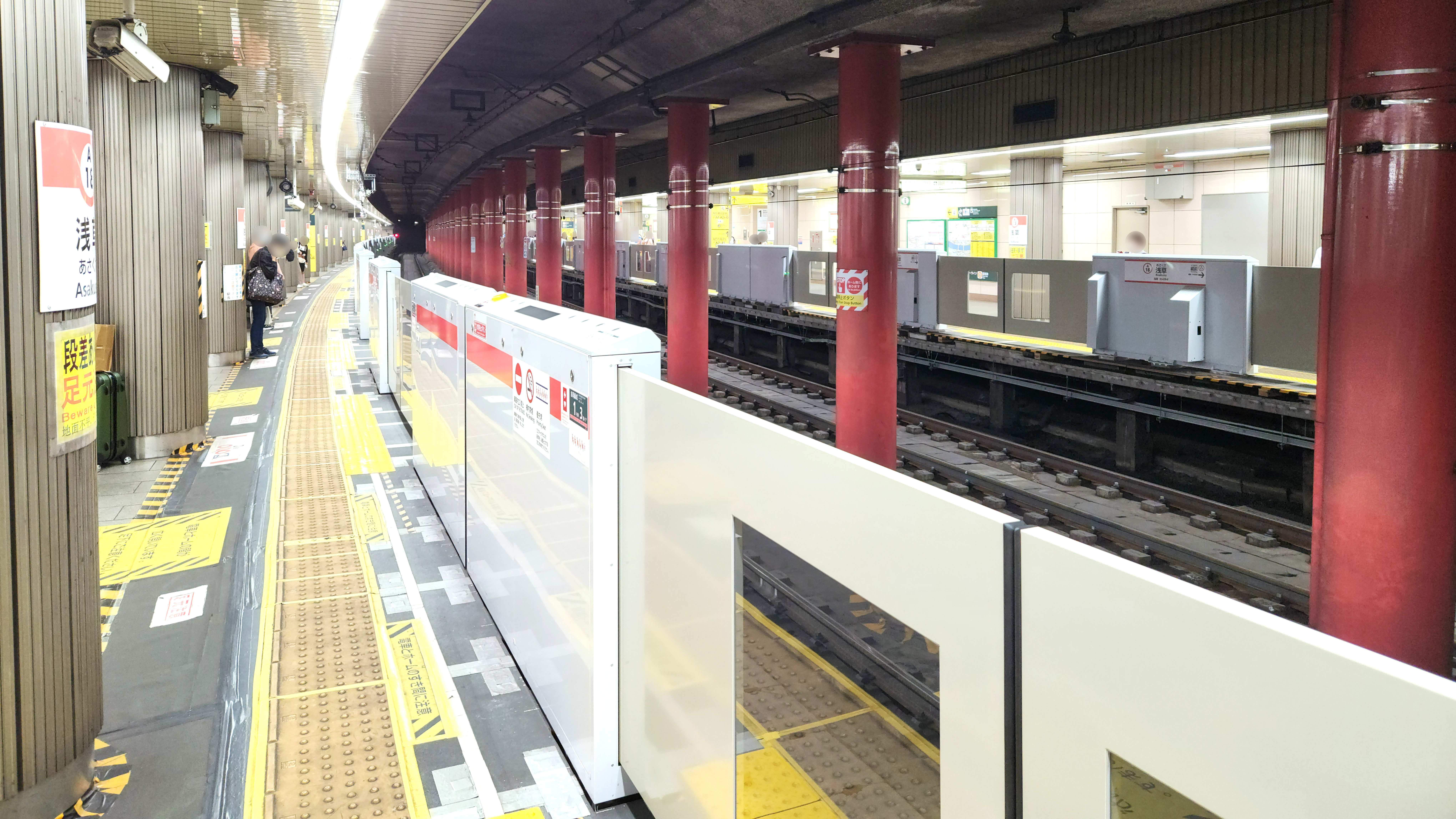
도에이 아사쿠사선 승강장

- 주소: 도쿄 도 다이토 구 고마가타 1초메 12-14
- 승강장 형태: 2개 2선 (상대식 승강장)

| 1 | 아사쿠사선 | 니혼바시・신바시・니시마고메・시나가와・하네다 공항・요코하마 방면 ( 게이큐 선)                               |
| 2 | 아사쿠사선 | 오시아게・나리타 공항・인바니혼 의대・시바야마치요다 방면 ( 호쿠소 선· 게이세이 본선· 게이세이 나리타 공항선) |

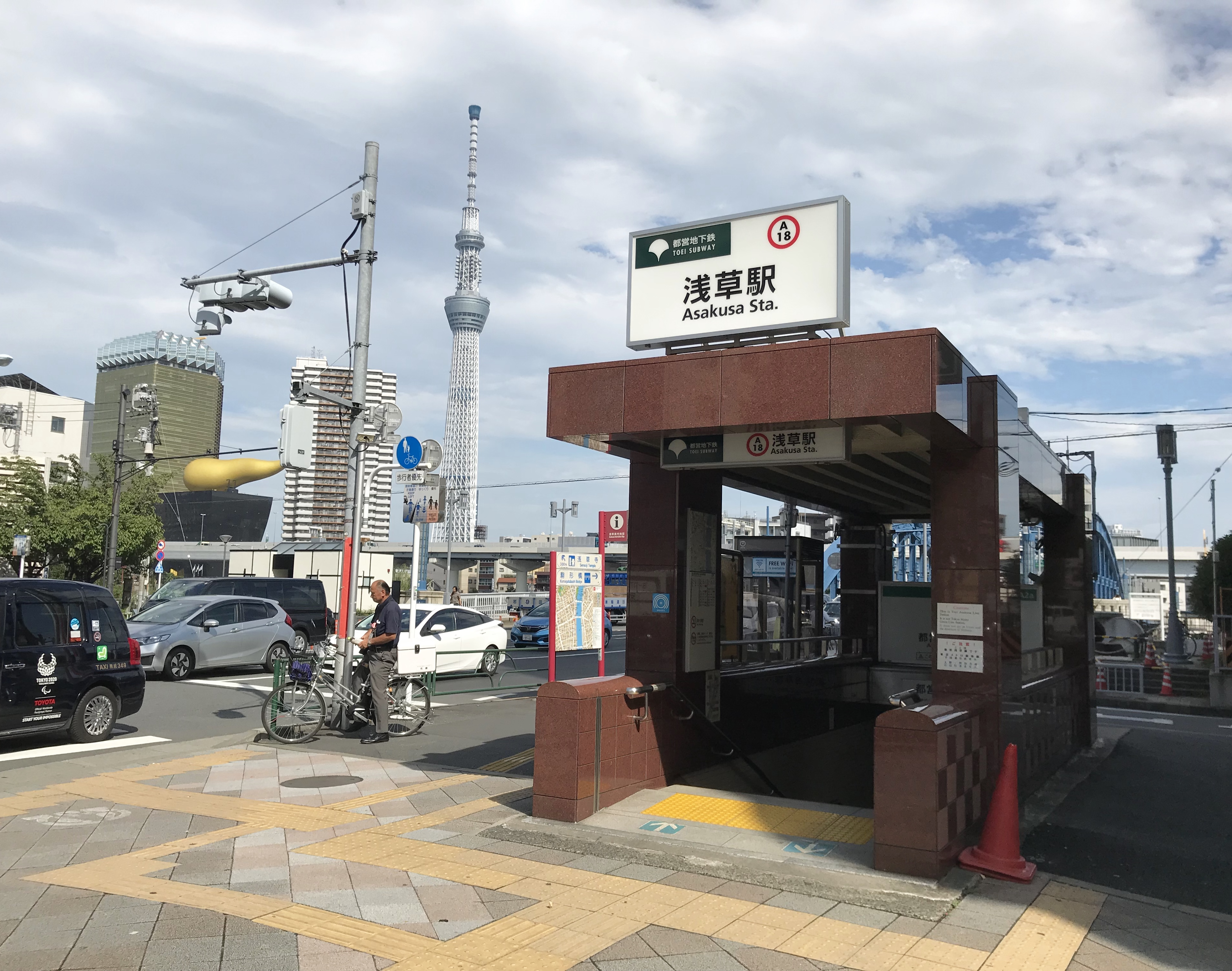
A2a 출입구

## 역 주변
- 마쓰야 백화점 아사쿠사 지점
- 센소지
- 스미다강
- 아사쿠사도부호텔
- 아사쿠사 하나야시키(유원지)

## 역사
- 1927년 12월 30일: 도쿄 지하철도 (현재의 긴자선)의 역이 영업 개시
- 1931년 5월 25일: 도부 철도의 역이 영업 개시 (아사쿠사카미나리몬 역), 환승역이 되다
- 1945년 10월 1일: 도부 철도, 역 명칭을 아사쿠사역으로 변경
- 1960년 12월 4일: 아사쿠사선의 역이 영업 개시

## 인접역
| 도부 철도 이세사키선                | 도부 철도 이세사키선                      | 도부 철도 이세사키선                  |
| ----------------------------------- | ----------------------------------------- | ------------------------------------- |
| 시·종착역                           | ■ 이세사키선 쾌속 · 구간 쾌속             | 기타센주 TS-09 도부 동물공원 방면     |
| 시·종착역                           | ■ 이세사키선 구간 급행 · 구간 준급 · 보통 | 도쿄 스카이트리 TS-02 다케노쓰카 방면 |
| 도쿄 메트로 3호선                   |                                           |                                       |
| G18 다와라마치 시부야 방면          | 긴자선                                    | 시·종착역                             |
| 도쿄도 교통국 지하철 1호선          |                                           |                                       |
| A15 히가시니혼바시 하네다 공항 방면 | 아사쿠사선 공항 쾌특                      | A20 오시아게 방면                     |
| A17 구라마에 니시마고메 방면        | 아사쿠사선 공항 쾌특 제외 전 열차         | A19 혼조아즈마바시 오시아게 방면      |